# Academia de Letrán
La Academia de Letrán fue una importante asociación literaria mexicana del siglo XIX.
Fundada por José María y Juan Nepomuceno Lacunza, Manuel Tossiat Ferrer y Guillermo Prieto, sesionaba en el colegio de San Juan de Letrán de México, fundado por el virrey don Antonio de Mendoza, en el centro histórico de la Ciudad de México.[cita requerida]
José María Lacunza, quien fuera maestro del colegio, pronunció el discurso de apertura en 1836 y estuvo en actividades hasta 1856, poco antes de la guerra de Reforma.[cita requerida]
Prieto describió las sesiones de la manera siguiente:
Después de leer el autor la composición, pedíamos la palabra para hacer notar sus defectos, y a veces aquella era una zambra tremebunda.
Por estricta mayoría, se aprobaba o se corregía la composición. Tenían ostensiblemente aquellos ejercicios literarios el aspecto de un juego; pero en el fondo y merced al saber de Lacunza, los nuestros eran verdaderos estudios dirigidos por él las más de las veces. Con el pretexto de una imitación de Herrera o de Fray Luis de León, disertaba sobre la literatura española; otras, presentando alguna traducción de Ossián o de Byron, hablaba sobre la literatura inglesa, y nosotros, para no quedar desairados, con varios motivos la brillábamos dando nuestros saludos a Goethe y Schiller, o yéndonos a las barbas a Horacio y a Virgilio.
A partir de 1827, los miembros de la Academia mantenían estrechos lazos con Isidro Rafael Gondra, quien editaba sus escritos, y los ayudaba a traducir las obras de la literatura inglesa y alemana.[cita requerida]

## Miembros
- José María Lacunza (fundador)
- Guillermo Prieto (fundador)
- Andrés Quintana Roo (presidente vitalicio)
- Fernando Calderón y Beltrán
- Manuel Carpio
- Manuel Eduardo de Gorostiza
- Juan Nepomuceno Lacunza
- José María Lafragua
- José Joaquín Pesado
- Ignacio Ramírez El Nigromante (quien, en su discurso de ingreso a esta institución, pronunció su célebre frase: "No hay dios. Los seres de la naturaleza se sostienen por sí mismos."[3])
- Ignacio Rodríguez Galván
- Manuel Tossiat Ferrer